# Фредерік Гамільтон-Темпель-Блеквуд
Фредерік Темпл Гамільтон-Темпл-Блеквуд (англ. Frederick Temple Hamilton-Temple-Blackwood; 21 червня 1826, Флоренція —12 лютого 1902), 1-й граф Дафферін, пізніше 1-й маркіз Дафферін- Ава — 3-й генерал-губернатор Канади з 1872 по 1878 і віце-король Індії з 1884 по 1888 .

## Життепис
По батьківській лінії лорд Дафферін був нащадком шотландських колоністів, що іммігрували в графство Даун на початку XVII століття. За два наступні сторіччя Блеквуд стали великими землевласниками, в 1763 їм було надано титул ірландських баронетів, а в 1800-му вони були зараховані до ірландським перів з титулом баронів Дафферін і Кландебой . Блеквуд мали вплив на парламент, тому що з їх допомогою було повернуто округ Кіллі (графство Даун). Шлюби в родині Блеквуд часто були вигідні в сенсі власності на землю і їх соціального підйому, але батько лорда Дафферін капітан Прайс Блеквуд (майбутній 4-й барон Дафферін і Кландебой) одружився не з дочкою землевласника. Його дружина Хелен Селіна Шерідан була онукою драматурга Річарда Брінслі Шерідана, і через неї Блеквуд отримали зв'язку в літературних і політичних колах.
Таким чином, лорд Дафферін народився в успішній родині у Флоренції Італія в 1826 під ім'ям Фредерік Темпл Блеквуд. Він навчався в Ітоні та коледжі Крайст-Черч в Оксфордському університеті, де став головою Oxford Union Society for debate, поки не покинув коледж, провчившись там лише два роки і не отримавши диплома. У 1841 році від свого батька у спадок він отримав титул 5-го барона Дафферін-Кландебоя ірландського перства, а в 1849 році був призначений камергером королеви Вікторії. У 1850 році він був зведений в барони Кландебой з Кландебоя в графстві Даун.
1856 — лорд Дафферін спорядив шхуну Фоум та вирушив у подорож на північ Атлантичного океану. Спочатку відвідав Ісландію, де побував в крихітному в той час Рейк'явіку, на рівнині Тінгвеллір і в Гейзіре. На зворотному шляху в Рейк'явік, Фоум супроводжував на північ принц Наполеон, який перебував в експедиції в цей район на шхуні Ла-Рен-Ортанс. Дафферін досяг острова Ян-Майєн, але не зміг причалити через лід і зробив лише короткий огляд острова через туман. Від Ян-Маєна Фоум попрямувала на північ Норвегії, зробила зупинку в Хаммерфесті і попрямувала до Шпіцбергені.
Після повернення лорд Дафферін видав книгу про свої подорожі Letters From High Latitudes. Завдяки її зухвалому стилю вона мала величезний успіх, можливо, є прототипом гумористичних оповідань про подорожі. Вона друкувалася багато років і її було переведено на французьку та німецьку мови. Спочатку листи, з яких вона складається, призначалися його матері, з якою у нього зав'язалися близькі стосунки після смерті його батька, коли йому було 15 років.

## Кар'єра
Незважаючи на великий успіх Letters From High Latitudes, Дафферін не продовжив своєї письменницької кар'єри, хоча його талант був відомий протягом усього життя. Замість цього він став посадовою особою, в 1860 почавши виконувати обов'язки британського представника в Сирії, в комісії з розслідування громадянської війни, в якій християнське маронітським населення постраждало від побиттів з боку мусульманського і друзького населення. Працюючи в комісії з французьким, прусським і турецьким представниками, лорд Дафферін показав себе ефективним виконавцем завдань британської політики в цьому регіоні. Він відстоював роль Туреччини в регіоні і налаштував французів на створення в Лівані держави-сателіта, що пізніше забезпечило відправлення до Сирії французьких окупаційних сил. Потім він захищав інтереси друзськой громади, з якою Велика Британія полягала в давньому союзі. Інші члени комісії схилялися до придушення друзького населення, але Дафферін доводив, що перемога у війні християн призведе лише до різанини. Комісією було прийнято довгостроковий план для управління регіоном, який в значній мірі був запропонований Дафферін: Ліван повинен був управлятися окремо від решти Сирії оттоманським християнином не сирійского походження.
Успіхи Дафферін в Сирії стали початком його довгої і блискучої кар'єри в державному апараті. 1864 — став заступником міністра в Індії, 1866 — заступником військового міністра, а з 1868 обіймав посаду канцлера від герцогства Ланкастер в уряді прем'єр-міністра Гладстона. 1871 — отримав титул графа Дафферін в графстві Даун і віконта Кландебоя від Кландебоя в графстві Даун.
З королівського дозволу від 9 вересня 1862, незадовго до одруження на Харіет жоржини Роуен-Гамільтон 23 жовтня 1862, лорд Дафферін взяв прізвище Гамільтон. Він був пов'язаний з родом Гамільтонів за допомогою попередніх шлюбів, і це подружжя частково мало усунути давню ворожнечу між родинами. 13 листопада 1872 Дафферін взяв ще й прізвище Темпл. У них було семеро дітей; двоє останніх: хлопчик і дівчинка — народилися в Канаді.
Незабаром після одруження він був глибоко ображений, коли його мати вийшла заміж за його друга Джорджа Хея, графа Гиффорда, який на 17 років був молодший за неї. Шлюб привів суспільство в обурення, але всього через кілька тижнів лорд Гіффорд помер. Незважаючи на своє несхвалення другого шлюбу матері, лорд Дафферін був дуже засмучений її смертю в 1867 і спорудив в пам'ять про неї Геленс-Тауер в маєток Кландебой. Сусідня бухта також була названа бухтою Геленс, як і побудована ним в цьому місці станція, навколо якої виросло місто Геленс-Бей в передмісті сучасного Белфаста .

## Генерал-губернатор Канади

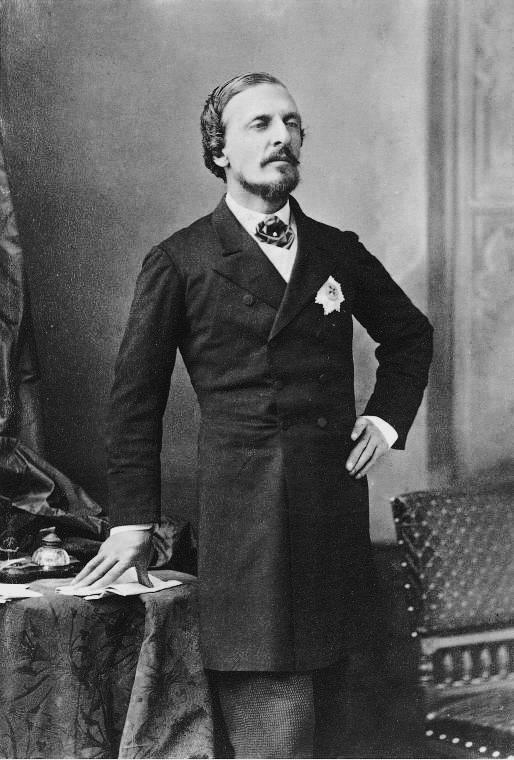
Лорд Дафферін, Монреаль, 1878

Після смерті матері Дафферін його кар'єра просувалася швидко. 1872 — став генерал-губернатором Канади, і його шестирічний термін був періодом стрімких змін в канадській історії. За цей час в конфедерацію був прийнятий Острів Принца Едуарда та було засновано кілька відомих канадських установ: Верховний суд Канади, Королівський військовий коледж Канади і міжколоніальна залізниця .
На думку Дафферін, двоє його попередників на цій посаді не надали цій посаді значення, якого вона заслуговувала. Він вирішив взяти на себе більш активну роль і зрозуміти звичайних канадців наскільки можливо. Він відчував себе невимушено, розмовляючи з широким контингентом людей по-англійськи або по-французьки, став відомий за свою чарівність і гостинність. За часів, коли слабкий і непривабливий генерал-губернатор міг би втратити зв'язок з Імперією, Дафферін відчув, що його активну участь в житті населення Канади зміцнить конституційні зв'язку з Великою Британією. Він відвідав кожну канадську провінцію, ставши першим генерал-губернатором, який відвідав Манітобу .

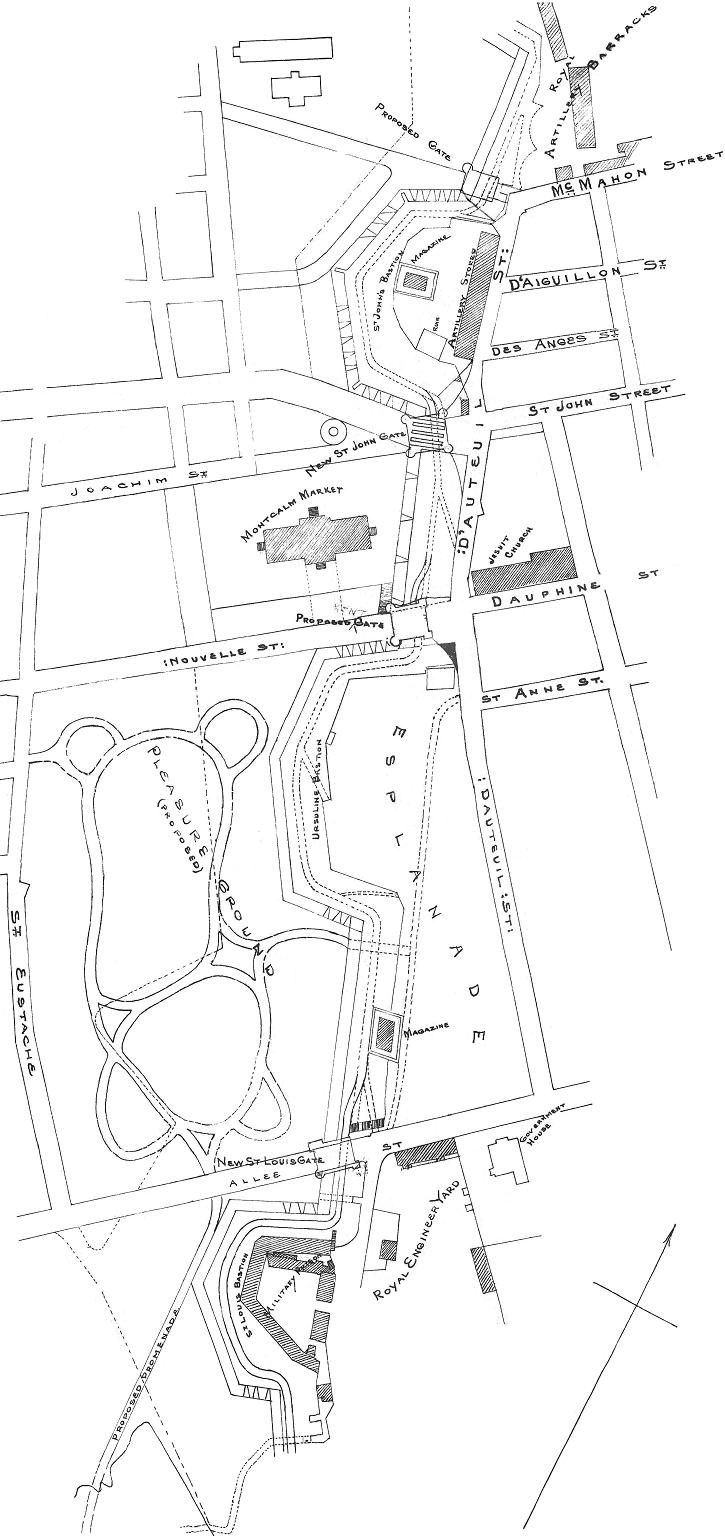
Поліпшення і прикраса Квебека, запропоновані лордом Дафферін, 1875

Дафферін вкладав стільки своїх сил, скільки дозволено в канадській політиці — аж до попередження міністрів про заходи, які він вважав неправильними. З цікавістю стежив за роботою парламенту попри те, що представнику Королеви заборонено входити в Палату громад. Відкрив кабінет генерал-губернатора в крилі будівлі парламенту, і леді Дафферін слухала деякі обговорення, які йому переказувала. 1873 — вибухнув тихоокеанський скандал, коли консервативний уряд Джона А.Макдональда було звинувачено ліберальною опозицією у фінансовій безладності стосовно доцільності Канадської Тихоокеанської залізниці . Дафферін відстрочив засідання парламенту і організував розслідування, яке привело уряд в замішання, після цього Макдональд втратив владу.
1873 — Дафферін створив шкільні медалі генерал-губернатора для визнання шкільних досягнень канадських учнів. В даний час ці медалі є найбільш авторитетними з усіх нагород, які можуть отримати учні шкіл; всього їх було видано більше 50 000 штук. Він також заснував різні спортивні нагороди, в тому числі змагання генерал-губернатора зі стрільби та приз генерал-губернатора з керлінгу.
Дафферін зробив кілька прибудов і поліпшень в Рідо-Голл — резиденції генерал-губернатора. 1873 — прилаштував Танцювальний зал, а в 1876 побудував Зал під навісом, який міг вмістити зростаюче число прийомів, що проходять в Рідо-Голл. Він також привернув звичайних канадців на територію Рідо-Голу, побудувавши там ковзанку, для якої він виділив 1624 долари з власної кишені, причому цю суму йому пізніше відшкодувала уряд. Користуватися ковзанкою можна було за умови, що людина була «добре одягнена». Ці ініціативи підвищили значення Рідо-Голу як важливої пам'ятки.
Дафферін також використовували Квебекський фортеця в якості другої віце-королівської резиденції. Коли муніципальні службовці міста Квебека почали руйнувати стіни старого міста, Дафферін був вражений цим і переконав їх припинити руйнування, відремонтувати і відреставрувати те, чого було завдано збитків. Старий Квебек в 1980-ті був визнаний ЮНЕСКО місцем Всесвітньої спадщини. Останнє публічна поява Дафферін як генерал-губернатора було в Квебеку, коли він закладав перший камінь тераси Дафферін — бульвару, що нависає над річкою Святого Лаврентія що побудований за його власним задумом.

## Міжнародна діяльність
Після від'їзду з Оттави 1878 по закінченню свого терміну лорд Дафферін повернувся до Великої Британії, де продовжив свою дипломатичну кар'єру. З 1879 по 1881 він служив послом в Царській Росії, а з 1881 по 1884 — в Османській імперії . Хоча перш Дафферін працював в урядах Ліберальної партії, він поступово віддалився від ідей Вільяма Гладстона, зокрема про права власності на ірландські землі.
Перебуваючи на посаді посла в Царській Росії, він почав подумувати про вищу дипломатичної нагороду — посади віце-короля Індії. Тим часом, в 1880 лорда Литтона на цій посаді змінив лорд Рипон. Лорд Рипон не міг прийняти його в своєму кабінеті, головним чином, через те що Рипон звернувся в католицизм. Замість цього наступний дипломатичний пост Дафферін був в Константинополі.
Під час його перебування там, Велика Британія вторглася в Єгипет та окупувала його під приводом «відновлення закону і порядку» після олександрійських збурень проти чужинців, де загинуло 50 іноземців, а Єгипет формально був частиною Османської імперії. Дафферін відчув, що має відношення до подій, пов'язаних з окупацією. Дафферін переконався, що Османська імперія не буде окупувати Єгипет, і заспокоїв єгипетське населення, не допустивши страти Ураба-паші, взяв до цього під контроль єгипетську армію. Ураба керував протидією іноземному впливу в Єгипті, а після окупації деякі члени кабінету мали намір повісити його. Дафферін, вважаючи, що це призведе лише до нового опору, домігся, щоб Ураба заслали на Цейлон .
1882 — Дафферін поїхав до Єгипту як британський комісар для складання плану перебудови країни. Він склав детальний звіт про те, як окупація пішла на користь Єгипту, з планами його розвитку, спрямованими на те, щоб поступово підключити єгиптян до управління країною. У наступних реформах його пропозиції були в значній мірі враховані.

## Віце-король Індії

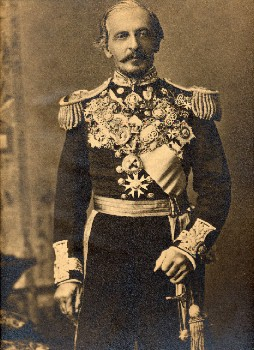
Лорд Дафферін, віце-король Індії

Досвід Дафферін в Туреччині змусив його звернути увагу на місце Британії в міжнародних справах, 1884 — він, нарешті, здійснив свою останню прагнення стати віце-королем Індії .
Як і в Канаді, в Індії він керував деякими великими змінами. Його попередник в якості віце-короля лорд Рипон, будучи популярним у індійців, був дуже непопулярним у англомовного населення, які заперечували проти стрімкої швидкості його реформ. Щоб довести до кінця кожну міру, Дафферін необхідно було заручитися підтримкою обох громад. З цієї точки зору йому все вдалося: він отримав істотну підтримку з боку всіх громад Індії. За свій термін він просував справу індійських націоналістів, не стикаючись з білими консерваторами. Серед усього іншого, в 1885 їм була заснована Партія Конгресу та були закладені основи сучасної індійської армії зі створенням Imperial Service Corps під керівництвом індійців.
За свій термін він також був свідком анексії Бірми в 1886 після декількох років британської участі в бірманської внутрішній політиці.
1888 — опублікував Звіт про стан нижчих класів населення в Бенгалії (також відомий як звіт Дафферін). У звіті підкреслено критичне становище бідняків в Бенгалії, і цей звіт був використаний націоналістами для спростування англоіндійських тверджень, що британський контроль пішов на користь найбідніших членам індійського суспільства. Після публікації звіту Дафферін рекомендував створити центральний і провінційні ради за участю індійських членів, що також було вимогою Партії Конгресу в той час. Акт про індійських радах 1892 який поклав початок виборчої політиці в країні, став результатом його рекомендацій.
Після повернення з Індії Дафферін продовжив свою кар'єру на посаді посла в Італії з 1888 по 1891. 15 листопада 1888 він був підвищений до звання перство як маркіз Дафферін-Ава в графстві Даун і провінції Бірма та як граф Ава в провінції Бірма. Будучи послом у Франції з 1891 по 1896 він був свідком складного періоду в англо-французьких відносинах і був звинувачений деякими французькими журналістами в спробі підірвати російсько-французькі відносини. За час свого перебування там він допоміг створити Англо-французьку асоціацію, яка потім перетворилася в Інститут Лондонського університету в Парижі (ІЛУП). Після повернення з Франції Дафферін став головою Королівського географічного товариства та ректором Единбурзького і Сент-Ендрюського університетів .